# Cordillera Chonta
La cordillera Chonta  (en aimara: chunta 'prolongado, alargado'; en quechua chunta 'una especie de palma') es una cadena montañosa situada en el suroeste del Perú. Se encuentra en la región Huancavelica en el Andes del Perú. Se extiende entre los 12 ° 37 'y 13 ° 07' S y 75 ° 00 'y 75 ° 30' W de unos 50 km. Se encuentra en las provincias de Castrovirreyna, Huancavelica, Angaraes y Huaytará.
Destacan los glaciares Conaypunco (5150 m) y Condoray (5255 m).